# Beutelbuch

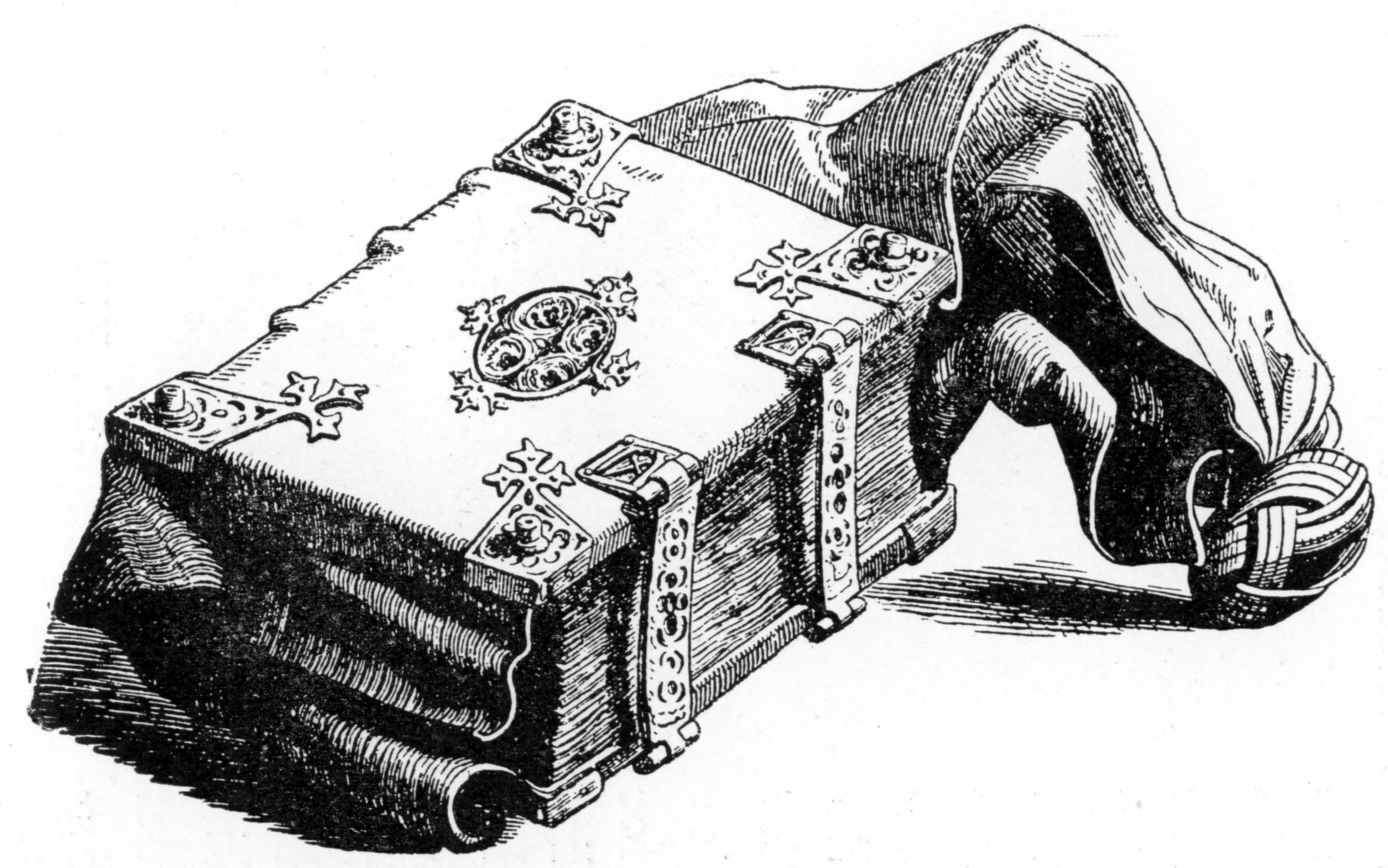
Beutelbuch im Germanischen Nationalmuseum, Nürnberg; Datierung: 1471; Material: Wildleder und Messingbeschläge über Holz; Beutellänge: 42 cm (Fotografie)

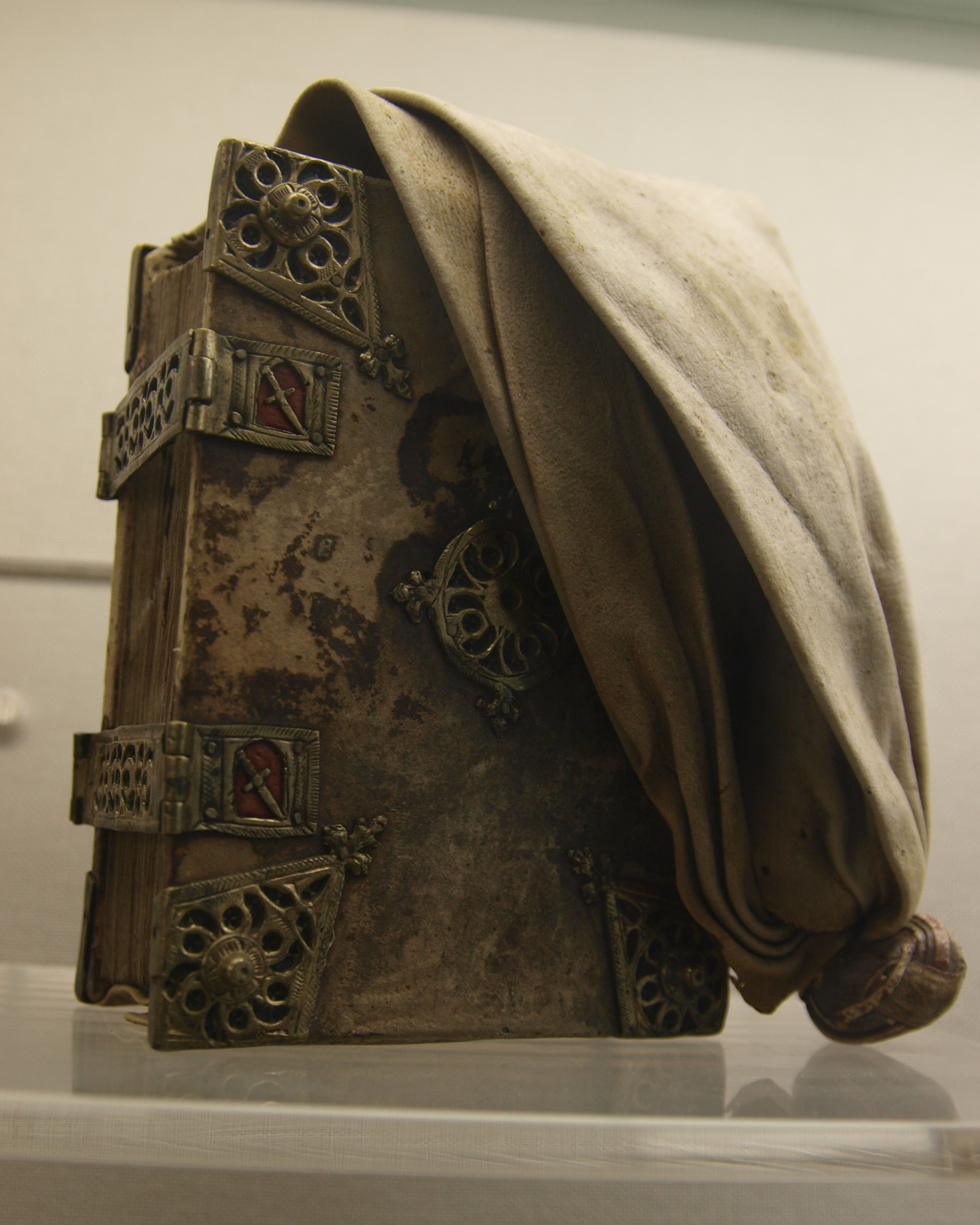
Das gleiche Beutelbuch

Beutelbuch oder Gürtelbuch (auch Buch im Beutel, Buchbeutel, Booksbüdel; lateinisch liber caudatus) bezeichnet eine ab dem 14. Jahrhundert gebräuchliche Form von eingebundenen Büchern mit meist religiösem Inhalt (etwa Breviere, Gebet- oder Liederbücher und Almanache) oder als (zum Beispiel ärztliches) Vademecum. Die Beutelform kommt dadurch zustande, dass über den Ledereinband ein zweiter Bezug (Buchbeutel) gelegt wird, der über den Unterschnitt hinausragt. So kann das meist kleinformatige Buch (im Oktav-, Duodez- oder Dedez-Format) daran wie ein Beutel getragen und auch am Gürtel befestigt werden.

## Material und Verwendung
Beutelbücher entstanden anfänglich nur in Klöstern. Dort gab es die ersten Buchbinderwerkstätten, bevor auch weltliche Buchbinder geschäftlich tätig waren.

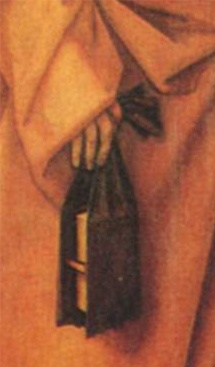
Detail aus dem Weingartener Altar von 1493

Die Pergament- oder Papierblätter wurden mit Nadel und Faden zu einem Buchblock geheftet und erhielten Buchdeckel aus Holz. Die Deckel wurden mit Leder überzogen, die Kanten um die Holzdeckel geklebt und nur am Unterschnitt (auch „Schwanz“, Gegenteil: „Kopf“) des Buches um die anderthalbfache Länge überstehen gelassen. Das überstehende Leder am Ende wurde evtl. in schmale Streifen geschnitten und zu einem kunstvollen Knoten geflochten. Die Verdickung erhielt teilweise noch einen runden Messingring, um das Beutelbuch an den Gürtel hängen zu können. Manchmal sorgten Verschlussbänder  oder ein bis zwei Schließen aus Metall (meist Bronze oder Messing) dafür, dass das Buch verschlossen blieb.
Zeitgenössische Abbildungen zeigen die Trageweise des Beutelbuches in der Hand oder am Gürtel; besonders Kleriker wurden häufig so dargestellt, aber auch mancher Arzt, der an einer Universität studiert hatte (buoch-arzet).
Um Beutelbücher besser in das Bücherregal stellen zu können, wurden diese „Lederlappen mit dem Knoten“ später häufig abgeschnitten und sind dadurch der Nachwelt selten erhalten geblieben.

## Erhaltene Bestände

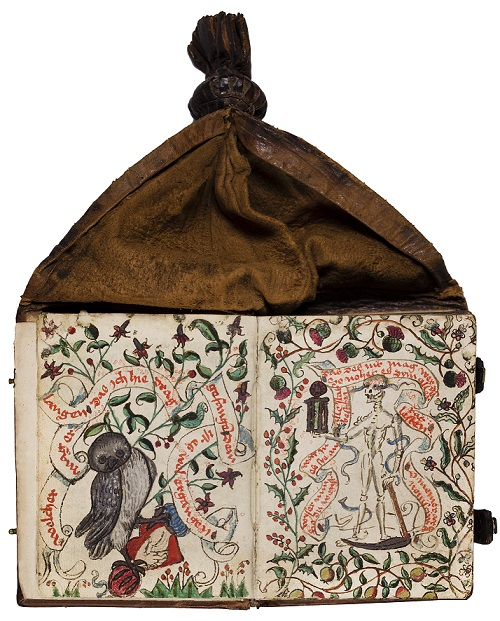
Beutelbuch der Katharina Roeder, Frauenalb, 1540 (Karlsruhe, Badische Landesbibliothek, Cod. K 3356, fol. 2v/3r)

Im 16. Jahrhundert endete die Gebrauchsform von Beutelbüchern. Eine geringe Anzahl (23 Stück) von Original-Beutelbüchern sind noch heute in den Handschriftenabteilungen verschiedener europäischer Bibliotheken erhalten. So findet sich ein gut erhaltenes Gebetbuch (1454–1484) in der Stiftsbibliothek Kremsmünster (CC391) in Österreich; weitere Beispiele im deutschsprachigen Raum sind das Gebetbuch der Margarethe von Münsterberg, Fürstin von Anhalt, aus der Zeit um 1500, in der Anhaltischen Landesbücherei Dessau, das Gebetbuch der Katharina Roeder von Rodeck, Nonne in Frauenalb, von 1540 in der Badischen Landesbibliothek in Karlsruhe, das Beutelbuch aus Tegernsee (Clm 19309) aus der 2. Hälfte des 15. Jahrhunderts und das Meißner Rechtsbuch (Cgm 8950) aus dem 14. Jahrhundert in der Bayerischen Staatsbibliothek München.

## Beutelbuch in der Heraldik

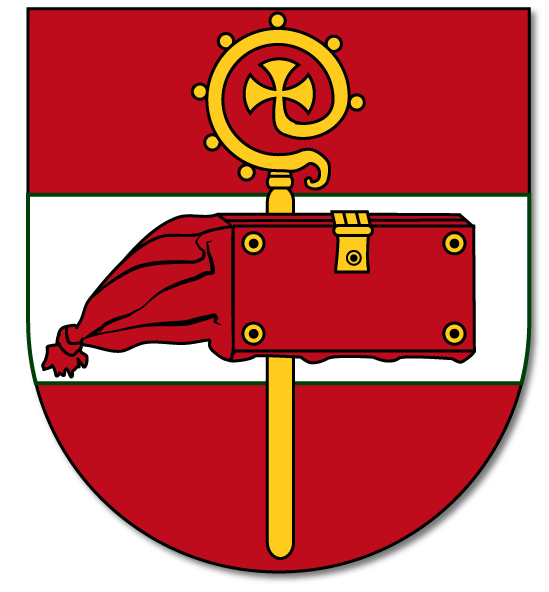
Wappen des Stadtteils Breitenlee

Das Beutelbuch taucht in der Heraldik als Gemeine Figur auf, so z. B. im Wappen (wie heute im Logo) des Schottenstifts in Wien, das auch im Wappen des Stadtteils Breitenlee im 22. Wiener Gemeindebezirk (Donaustadt) zitiert wird.